# Copa do Nordeste 2017
La Copa do Nordeste 2017 è stata la 14ª edizione della Copa do Nordeste.

## Partecipanti
| Stato               | Squadra (Città)             | Motivo qualificazione                      |
| ------------------- | --------------------------- | ------------------------------------------ |
| Alagoas             | CRB (Maceió)                | Vincitore del Campionato Alagoano 2016     |
| Alagoas             | CSA (Maceió)                | 2° nel Campionato Alagoano 2016            |
| Bahia               | Vitória (Salvador)          | Vincitore del Campionato Baiano 2016       |
| Bahia               | Bahia (Salvador)            | 2° nel Campionato Baiano 2016              |
| Bahia               | Juazeirense (Juazeiro)      | 3° nel Campionato Baiano 2016              |
| Ceará               | Fortaleza (Fortaleza)       | Vincitore del Campionato Cearense 2016     |
| Ceará               | Uniclinic (Fortaleza)       | 2° nel Campionato Cearense 2016            |
| Maranhão            | Moto Club (São Luís)        | Vincitore del Campionato Maranhense 2016   |
| Maranhão            | Sampaio Corrêa (São Luís)   | 2° nel Campionato Maranhense 2016          |
| Paraíba             | Campinense (Campina Grande) | Vincitore del Campionato Paraibano 2016    |
| Paraíba             | Botafogo-PB (João Pessoa)   | 2° nel Campionato Paraibano 2016           |
| Pernambuco          | Santa Cruz (Recife)         | Vincitore del Campionato Pernambucano 2016 |
| Pernambuco          | Sport Recife (Recife)       | 2° nel Campionato Pernambucano 2016        |
| Pernambuco          | Náutico (Recife)            | 3° nel Campionato Pernambucano 2016        |
| Piauí               | River (Teresina)            | Vincitore del Campionato Piauiense 2016    |
| Piauí               | Altos (Altos)               | 2° nel Campionato Piauiense 2016           |
| Rio Grande do Norte | ABC (Natal)                 | Vincitore del Campionato Potiguar 2016     |
| Rio Grande do Norte | América-RN (Natal)          | 2° nel Campionato Potiguar 2016            |
| Sergipe             | Sergipe (Aracaju)           | Vincitore del Campionato Sergipano 2016    |
| Sergipe             | Itabaiana (Itabaiana)       | 2° nel Campionato Sergipano 2016           |

## Formato
I venti club sono suddivisi in cinque gruppi da quattro squadre ciascuno. Le prime classificate di ciascun gruppo, più le tre migliori seconde, accedono alla seconda fase a eliminazione diretta con partite di andata e ritorno. La vincente del torneo, ottiene un posto per gli ottavi di finale di Coppa del Brasile 2018.

## Fase a gironi

### Gruppo A
| Pos. | Squadra    | Pt | G | V | N | P | GF | GS | DR  |
| ---- | ---------- | -- | - | - | - | - | -- | -- | --- |
| 1    | Santa Cruz | 13 | 6 | 4 | 1 | 1 | 9  | 2  | +7  |
| 2    | Campinense | 11 | 6 | 3 | 2 | 1 | 8  | 2  | +6  |
| 3    | Náutico    | 10 | 6 | 3 | 1 | 2 | 14 | 3  | +11 |
| 4    | Uniclinic  | 0  | 6 | 0 | 0 | 6 | 0  | 24 | -24 |

### Gruppo B
| Pos. | Squadra   | Pt | G | V | N | P | GF | GS | DR  |
| ---- | --------- | -- | - | - | - | - | -- | -- | --- |
| 1    | Bahia     | 14 | 6 | 4 | 2 | 0 | 11 | 0  | +11 |
| 2    | Fortaleza | 7  | 6 | 1 | 4 | 1 | 6  | 7  | -1  |
| 3    | Altos     | 10 | 6 | 1 | 4 | 1 | 7  | 9  | -2  |
| 4    | Moto Club | 2  | 6 | 0 | 2 | 4 | 7  | 15 | -8  |

### Gruppo C
| Pos. | Squadra        | Pt | G | V | N | P | GF | GS | DR |
| ---- | -------------- | -- | - | - | - | - | -- | -- | -- |
| 1    | Sport Recife   | 13 | 6 | 4 | 1 | 1 | 12 | 5  | +7 |
| 2    | River          | 13 | 6 | 4 | 1 | 1 | 8  | 4  | +4 |
| 3    | Sampaio Corrêa | 6  | 6 | 2 | 0 | 4 | 4  | 8  | -4 |
| 4    | Juazeirense    | 3  | 6 | 1 | 0 | 5 | 4  | 11 | -7 |

### Gruppo D
| Pos. | Squadra   | Pt | G | V | N | P | GF | GS | DR |
| ---- | --------- | -- | - | - | - | - | -- | -- | -- |
| 1    | Itabaiana | 11 | 6 | 3 | 2 | 1 | 6  | 0  | +6 |
| 2    | CRB       | 9  | 6 | 2 | 3 | 1 | 4  | 2  | +2 |
| 3    | ABC       | 7  | 6 | 2 | 1 | 3 | 6  | 8  | -2 |
| 4    | CSA       | 6  | 6 | 2 | 0 | 4 | 8  | 8  | 0  |

### Gruppo E
| Pos. | Squadra     | Pt | G | V | N | P | GF | GS | DR |
| ---- | ----------- | -- | - | - | - | - | -- | -- | -- |
| 1    | Vitória     | 13 | 6 | 4 | 1 | 1 | 10 | 7  | +3 |
| 2    | Sergipe     | 10 | 6 | 3 | 1 | 2 | 9  | 7  | +2 |
| 3    | América-RN  | 7  | 6 | 2 | 1 | 3 | 5  | 6  | -1 |
| 4    | Botafogo-PB | 4  | 6 | 1 | 1 | 4 | 7  | 11 | -4 |

### Raffronto tra le squadre seconde classificate
| Pos. | Squadra    | Pt | G | V | N | P | GF | GS | DR | Gruppo |
| ---- | ---------- | -- | - | - | - | - | -- | -- | -- | ------ |
| 1.   | River      | 13 | 6 | 4 | 1 | 1 | 8  | 4  | +4 | C      |
| 2.   | Campinense | 11 | 6 | 3 | 2 | 1 | 8  | 2  | +6 | A      |
| 3.   | Sergipe    | 10 | 6 | 3 | 1 | 2 | 9  | 7  | +2 | E      |
| 4.   | CRB        | 9  | 6 | 2 | 3 | 1 | 4  | 2  | +2 | D      |
| 5.   | Fortaleza  | 7  | 6 | 1 | 4 | 1 | 6  | 7  | -1 | B      |

## Seconda fase
|  | Quarti di finale   | Quarti di finale   | Quarti di finale | Quarti di finale | Quarti di finale |  |  | Semifinali   | Semifinali   | Semifinali | Semifinali | Semifinali |   |   | Finale       | Finale       | Finale | Finale | Finale |  |
|  |                    |                    |                  |                  |                  |  |  |              |              |            |            |            |   |   |              |              |        |        |        |  |
|  | Campinense         | Campinense         | 3                | 1                | 4 (2)            |  |  |              |              |            |            |            |   |   |              |              |        |        |        |  |
|  | Sport Recife (dtr) | Sport Recife (dtr) | 1                | 3                | 4 (4)            |  |  | Sport Recife | Sport Recife | 1          | 2          | 3          |   |   |              |              |        |        |        |  |
|  | Itabaiana          | Itabaiana          | 0                | 0                | 0                |  |  | Santa Cruz   | Santa Cruz   | 2          | 0          | 2          |   |   |              |              |        |        |        |  |
|  | Santa Cruz         | Santa Cruz         | 1                | 1                | 2                |  |  |              |              |            |            |            |   |   | Sport Recife | Sport Recife | 1      | 0      | 1      |  |
|  | River              | River              | 2                | 0                | 2                |  |  |              |              | Bahia      | Bahia      | 1          | 1 | 2 |              |              |        |        |        |  |
|  | Vitória            | Vitória            | 3                | 1                | 4                |  |  | Vitória      | Vitória      | 2          | 0          | 2          |   |   |              |              |        |        |        |  |
|  | Sergipe            | Sergipe            | 2                | 0                | 2                |  |  | Bahia        | Bahia        | 1          | 2          | 3          |   |   |              |              |        |        |        |  |
|  | Bahia              | Bahia              | 4                | 3                | 7                |  |  |              |              |            |            |            |   |   |              |              |        |        |        |  |